# Onze-Lieve-Vrouw-Onbevlekt-Ontvangenkerk (Waalwijk)
De Onze-Lieve-Vrouw-Onbevlekt-Ontvangenkerk of Mariakerk is een driebeukig kerkgebouw in de Noord-Brabantse plaats Waalwijk. De kerk is gebouwd in 1927 naar ontwerp van Paul Bellot in samenwerking met Pierre Cuypers jr. in een expressionistische baksteenstijl. De kerk verving de in 1851 gebouwde Waterstaatskerk.
In 2000 werd de kerk aan de eredienst onttrokken, waarna het gebouw jarenlang leegstond. In oktober 2009 is de kerk enige weken gekraakt geweest.
Tussen 2010 en 2012 werden er 19 appartementen in de kerk gebouwd: een in het voormalig priesterkoor, zes erkerwoningen op de begane grond, zes traversewoningen op de eerste verdieping en zes gewelfwoningen van twee woonlagen.